# ¿Estás ahí, Dios? Soy yo, Margaret
¿Estás ahí, Dios? Soy yo, Margaret (título original en inglés: Are You There God? It's Me, Margaret) es una película de comedia dramática estadounidense escrita y dirigida por Kelly Fremon Craig, basada en la novela de 1970 del mismo nombre de Judy Blume. Es protagonizada por Abby Ryder Fortson como el personaje principal de Margaret Simon y Rachel McAdams como su madre Barbara. La película fue estrenada en cines el 28 de abril de 2023 por Lionsgate.

## Sinopsis
Margaret Simon, estudiante de sexto grado, y su familia se mudan de la ciudad de Nueva York a los suburbios de Nueva Jersey. Dado que uno de sus padres es cristiano y el otro judío, emprende una búsqueda para descubrir su identidad religiosa.

## Reparto
- Abby Ryder Fortson como Margaret Simon
- Rachel McAdams como Barbara Simon
- Elle Graham como Nancy Wheeler
- Benny Safdie como Herb Simon
- Kathy Bates como Sylvia Simon
- Echo Kellum como Mr. Benedict
- Isol Young como Laura Danker
- Amari Alexis Price como Janie Loomis
- Katherine Kupferer como Gretchen Potter
- Aidan Wojtak-Hissong como Moose Freed
- Kate MacCluggage como Mrs. Jan Wheeler
- Zack Brooks como Phillip Leroy
- Mia Dillon como Mary Hutchins
- Gary Houston como Paul Hutchins

## Producción
Después de rechazar varias ofertas para adaptar su libro en los 49 años desde su publicación, la autora Judy Blume vendió los derechos cinematográficos a James L. Brooks y Kelly Fremon Craig, quienes trabajaron juntos en The Edge of Seventeen, con Craig seleccionado para escribir y dirigir. Lionsgate ganó una guerra de ofertas de estudio por los derechos de distribución.
En febrero de 2021, se anunció que Abby Ryder Fortson interpretaría a Margaret, con Rachel McAdams como su madre. Kathy Bates se agregó al elenco en marzo. En abril, Benny Safdie se unió al elenco.
El rodaje comenzó el 1 de abril de 2021 en Charlotte, Carolina del Norte. El rodaje también tuvo lugar en Concord, Carolina del Norte, a fines de mayo. El 1 de julio de 2021, Deadline informó que Lionsgate había terminado la producción.

## Estreno
El estreno de la película fue el 28 de abril de 2023 por Lionsgate. Originalmente estaba programada para ser estrenada el 16 de septiembre de 2022.

## Recepción

### Crítica
Are You There God? It's Me, Margaret recibió reseñas positivas de parte de la crítica y de la audiencia. En el sitio web especializado Rotten Tomatoes, la película posee una aprobación de 99%, basada en 215 reseñas, con una calificación de 8.4/10 y un consenso crítico que dice "Efervescente y refrescantemente franca sobre las tribulaciones de la pubertad, esta esperada adaptación hace justicia a la novela seminal de Judy Blume." De parte de la audiencia tiene una aprobación de 90%, basada en más de 1000 votos, con una calificación de 4.4/5.
El sitio web Metacritic le dio a la película una puntuación de 84 de 100, basada en 49 reseñas, indicando "aclamación universal". Las audiencias encuestadas por CinemaScore le otorgaron a la película una "A" en una escala de A+ a F, mientras que en el sitio IMDb los usuarios le asignaron una calificación de 7.3/10, sobre la base de más de 20 000 votos. En la página web FilmAffinity la cinta tiene una calificación de 6.5/10, basada en 861 votos.

### Premios y nominaciones
| Premio                                                           | Fecha                   | Categoría                                       | Nominados                             | Resultado   | Ref.   |
| ---------------------------------------------------------------- | ----------------------- | ----------------------------------------------- | ------------------------------------- | ----------- | ------ |
| Heartland Film                                                   | 2023                    | Premio a la película verdaderamente conmovedora | Are You There God? It's Me, Margaret. | Ganadora    | [ 17 ] |
| Hollywood Critics Association Midseason Film Awards              | 30 de junio de 2023     | Mejor película                                  | Are You There God? It's Me, Margaret. | Nominada    | [ 18 ] |
| Hollywood Critics Association Midseason Film Awards              | 30 de junio de 2023     | Mejor director                                  | Kelly Fremon Craig                    | Nominada    | [ 18 ] |
| Hollywood Critics Association Midseason Film Awards              | 30 de junio de 2023     | Mejor guion                                     | Kelly Fremon Craig                    | Nominada    | [ 18 ] |
| Hollywood Critics Association Midseason Film Awards              | 30 de junio de 2023     | Mejor actriz                                    | Abby Ryder Fortson                    | Subcampeona | [ 18 ] |
| Hollywood Critics Association Midseason Film Awards              | 30 de junio de 2023     | Mejor actriz de reparto                         | Rachel McAdams                        | Nominada    | [ 18 ] |
| Hollywood Critics Association Midseason Film Awards              | 30 de junio de 2023     | Mejor actriz de reparto                         | Kathy Bates                           | Subcampeona | [ 18 ] |
| Premios Gotham                                                   | 27 de noviembre de 2023 | Mejor actuación de reparto                      | Rachel McAdams                        | Nominada    | [ 19 ] |
| Astra Film and Creative Awards                                   | 6 de enero de 2024      | Mejor guion adaptado                            | Kelly Fremon Craig                    | Pendiente   | [ 20 ] |
| Astra Film and Creative Awards                                   | 6 de enero de 2024      | Mejor película de comedia                       | Are You There God? It's Me, Margaret. | Pendiente   | [ 20 ] |
| Astra Film and Creative Awards                                   | 6 de enero de 2024      | Mejor actriz de reparto                         | Rachel McAdams                        | Pendiente   | [ 20 ] |
| Astra Film and Creative Awards                                   | 6 de enero de 2024      | Premio Estrella en ascenso                      | Abby Ryder Fortson                    | Ganadora    | [ 20 ] |
| Michigan Movie Critics Guild Awards                              | 4 de diciembre de 2023  | Mejor actriz de reparto                         | Rachel McAdams                        | Nominada    | [ 21 ] |
| Premios de la Asociación de Críticos de Cine de Chicago          | 12 de diciembre de 2023 | Mejor actriz de reparto                         | Rachel McAdams                        | Nominada    | [ 22 ] |
| Premios de la Asociación de Críticos de Cine de Chicago          | 12 de diciembre de 2023 | Mejor guion adaptado                            | Kelly Fremon Craig                    | Nominada    | [ 22 ] |
| Premios de la Asociación de Críticos de Cine de Chicago          | 12 de diciembre de 2023 | Artista más prometedor                          | Abby Ryder Fortson                    | Nominada    | [ 22 ] |
| Las Vegas Film Critics Society                                   | 13 de diciembre de 2023 | Mejor actriz de reparto                         | Rachel McAdams                        | Nominada    | [ 23 ] |
| Las Vegas Film Critics Society                                   | 13 de diciembre de 2023 | Mejor guion adaptado                            | Kelly Fremon Craig                    | Nominada    | [ 23 ] |
| Las Vegas Film Critics Society                                   | 13 de diciembre de 2023 | Mejor película familiar                         | Are You There God? It's Me, Margaret. | Ganadora    | [ 23 ] |
| Las Vegas Film Critics Society                                   | 13 de diciembre de 2023 | Joven en una película (femenino)                | Abby Ryder Fortson                    | Ganadora    | [ 23 ] |
| Las Vegas Film Critics Society                                   | 13 de diciembre de 2023 | Joven en una película (femenino)                | Elle Graham                           | Nominada    | [ 23 ] |
| Premios de la Asociación de Críticos de Cine de Washington D. C. | 10 de diciembre de 2023 | Mejor actuación juvenil                         | Abby Ryder Fortson                    | Nominada    | [ 24 ] |
| Asociación de Críticos de Cine de Los Ángeles                    | 10 de diciembre de 2023 | Mejor actuación de reparto                      | Rachel McAdams                        | Nominada    | [ 25 ] |
| Asociación de Críticos de Cine de Boston                         | 10 de diciembre de 2023 | Mejor guion adaptado                            | Kelly Fremon Craig                    | Subcampeona | [ 26 ] |
| Asociación de Críticos de Cine de San Luis                       | 17 de diciembre de 2023 | Mejor actriz de reparto                         | Rachel McAdams                        | Subcampeona | [ 27 ] |
| Asociación de Críticos de Cine de San Luis                       | 17 de diciembre de 2023 | Mejor guion adaptado                            | Kelly Fremon Craig                    | Nominada    | [ 27 ] |
| Asociación de Críticos de Cine de San Luis                       | 17 de diciembre de 2023 | Mejor comedia                                   | Are You There God? It's Me, Margaret. | Nominada    | [ 27 ] |
| Florida Film Critics Circle Awards                               | 21 de diciembre de 2023 | Mejor actriz de reparto                         | Rachel McAdams                        | Pendiente   | [ 28 ] |
| Florida Film Critics Circle Awards                               | 21 de diciembre de 2023 | Mejor guion adaptado                            | Kelly Fremon Craig                    | Pendiente   | [ 28 ] |
| Premios de la Crítica Cinematográfica                            | 14 de enero de 2024     | Mejor guion adaptado                            | Kelly Fremon Craig                    | Pendiente   | [ 29 ] |
| Premios de la Crítica Cinematográfica                            | 14 de enero de 2024     | Mejor intérprete joven                          | Abby Ryder Fortson                    | Pendiente   | [ 29 ] |
| North Texas Film Critics Association                             | 14 de diciembre de 2023 | Mejor actriz de reparto                         | Rachel McAdams                        | Nominada    | [ 30 ] |
| North Texas Film Critics Association                             | 14 de diciembre de 2023 | Mejor revelación                                | Abby Ryder Fortson                    | Nominada    | [ 30 ] |
| Indiana Film Journalists Association                             | 18 de diciembre de 2023 | Mejor película                                  | Are You There God? It's Me, Margaret. | Nominada    | [ 31 ] |
| Indiana Film Journalists Association                             | 18 de diciembre de 2023 | Mejor guion adaptado                            | Kelly Fremon Craig                    | Nominada    | [ 31 ] |
| Indiana Film Journalists Association                             | 18 de diciembre de 2023 | Mejor actuación de reparto                      | Rachel McAdams                        | Nominada    | [ 31 ] |
| Indiana Film Journalists Association                             | 18 de diciembre de 2023 | Mejor reparto                                   | Are You There God? It's Me, Margaret. | Nominada    | [ 31 ] |
| Indiana Film Journalists Association                             | 18 de diciembre de 2023 | Finalista a Mejor Película                      | Are You There God? It's Me, Margaret. | Ganadora    | [ 31 ] |
| Phoenix Critics Circle                                           | 15 de diciembre de 2023 | Mejor actriz de reparto                         | Rachel McAdams                        | Nominada    | [ 32 ] |
| Sociedad de Críticos de Cine de San Diego                        | 19 de diciembre de 2023 | Mejor película                                  | Are You There God? It's Me, Margaret. | Ganadora    | [ 33 ] |
| Sociedad de Críticos de Cine de San Diego                        | 19 de diciembre de 2023 | Mejor director                                  | Kelly Fremon Craig                    | Nominada    | [ 33 ] |
| Sociedad de Críticos de Cine de San Diego                        | 19 de diciembre de 2023 | Mejor actriz                                    | Abby Ryder Fortson                    | Nominada    | [ 33 ] |
| Sociedad de Críticos de Cine de San Diego                        | 19 de diciembre de 2023 | Mejor actriz de reparto                         | Rachel McAdams                        | Ganadora    | [ 33 ] |
| Sociedad de Críticos de Cine de San Diego                        | 19 de diciembre de 2023 | Mejor guion adaptado                            | Kelly Fremon Craig                    | Ganadora    | [ 33 ] |
| Sociedad de Críticos de Cine de San Diego                        | 19 de diciembre de 2023 | Mejor uso de la música                          | Are You There God? It's Me, Margaret. | Nominada    | [ 33 ] |
| Sociedad de Críticos de Cine de San Diego                        | 19 de diciembre de 2023 | Mejor interpretación cómica                     | Abby Ryder Fortson                    | Nominada    | [ 33 ] |
| Sociedad de Críticos de Cine de San Diego                        | 19 de diciembre de 2023 | Mejor actuación juvenil                         | Abby Ryder Fortson                    | Ganadora    | [ 33 ] |
| Sociedad de Críticos de Cine de San Diego                        | 19 de diciembre de 2023 | Actor revelación                                | Abby Ryder Fortson                    | Ganadora    | [ 33 ] |
| Círculo Femenino de Críticos de Cine de Estados Unidos           | 18 de diciembre de 2023 | Mejor narradora femenina                        | Kelly Fremon Craig                    | Subcampeona | [ 34 ] |